# Réserve indienne de Turtle Mountain
La réserve indienne de Turtle Mountain est située dans le Dakota du Nord, le Dakota du Sud et le Montana, aux États-Unis. Sa population de 9 303 habitants selon l'American Community Survey. Elle s’étend sur 22 comtés. Sa superficie est de 175,04 km2.
La population de la réserve est composée d'Ojibwés et de Métis.

## Démographie
| Groupe            | Standing Rock | Dakota du Nord | Dakota du Sud | Montana | États-Unis |
| ----------------- | ------------- | -------------- | ------------- | ------- | ---------- |
| Amérindiens       | 96,0          | 5,4            | 8,8           | 2,3     | 0,9        |
| Blancs            | 2,7           | 90,0           | 85,9          | 93,3    | 72,4       |
| Métis             | 1,1           | 1,8            | 2,1           | 2,5     | 2,9        |
| Autres            | 0,3           | 2,8            | 3,2           | 1,9     | 23,8       |
| Total             | 100           | 100            | 100           | 100     | 100        |
|                   |               |                |               |         |            |
| Latino-Américains | 0,8           | 2,0            | 2,7           | 2,9     | 16,7       |

Selon l'American Community Survey, pour la période 2011-2015, 98,86 % de la population âgée de plus de 5 ans déclare parler l'anglais à la maison, 0,84 % déclare parler l'ojibwé et 0,18 % le navajo.

## Localités
- Belcourt
- East Dunseith
- East Dunseith Housing (Dakota du Nord)
- Grenn Acres
- Kent's Addition (en)
- Shell Valley
- Trenton